# Плесе
Плесе (фр. Plessé) ― коммуна на западе Франции, находится в регионе Пеи-де-ла-Луар, департамент Атлантическая Луара, округ Шатобриан-Ансени, кантон Поншато. Расположена в 48 км к северо-западу от Нанта и в 68 км к югу от Ренна, в 13 км от национальной автомагистрали N171.
Население (2017) — 5 248 человек.

## История
Территория коммуны была заселена с периода неолита, о чем свидетельствуют менгир, а также браслеты и топоры бронзового века, найденные во время археологических раскопок. В галло-римскую эпоху здесь было поселение на дороге из Ванна в Блен.
Поселение Плесе было основано бретонцам в VI веке, на что указывает бретонская топонимика объектов на территории коммуны. С 897 по 903 год здесь была резиденция короля Бретани Алена Великого.
Во время Столетней войны территория Плесе последовательно опустошалась французами и англичанами. В эпоху Религиозных войн Плесе находится под властью семьи де Роган и становится прибежищем для протестантов. В 1670 году епископ Нанта послал в Плесе миссионеров для обращения местного населения в католичество.
Во время Революции леса Плесе служили убежищем для восставших вандейцев, в том числе бежавших после поражение в сражении при Савене в декабре 1793 года.

## Достопримечательности
- Церковь Святого Петра 1875 года
- Парк и закрытая часовня бывшего шато Карёй XVII—XIX веков

## Экономика
Структура занятости населения:
- сельское хозяйство — 19,9 %
- промышленность — 6,6 %
- строительство — 7,8 %
- торговля, транспорт и сфера услуг — 27,2 %
- государственные и муниципальные службы — 38,5 %

Уровень безработицы (2017 год) — 10,9 % (Франция в целом — 13,4 %, департамент Атлантическая Луара — 11,6 %). 

Среднегодовой доход на 1 человека, евро (2017 год) — 19 440 (Франция в целом — 21 110, департамент Атлантическая Луара — 21 910).

## Демография
Динамика численности населения, чел.

## Администрация
Пост мэра Плесе с 2020 года занимает Орели Мезьер (Aurélie Mézière). На муниципальных выборах 2020 года возглавляемый ею левый блок победил в 1-м туре, получив 52,26 % голосов.
| Период | Период | Фамилия      | Партия                  | Примечания                                   |
| ------ | ------ | ------------ | ----------------------- | -------------------------------------------- |
| 1945   | 1989   | Пьер Жефрио  | Разные правые           | член Генерального совета департамента        |
| 1989   | 1995   | Клод Меньен  |                         |                                              |
| 1995   | 2008   | Поль Даниэль | Разные правые           | физиотерапевт                                |
| 2008   | 2020   | Бернар Лебо  | Социалистическая партия | птицевод, вице-президент Совета департамента |
| 2020   |        | Орели Мезьер | Разные левые            |                                              |